# Juan I de Antioquía
Juan I de Antioquía fue un patriarca de Antioquía (429-441) perteneciente a un grupo moderado de patriarcas orientales durante la controversia nestoriana y el Concilio de Éfeso.

## Biografía
Aunque Juan era amigo de Nestorio, habiéndole pedido por carta que no conturbase los cánones de los padres orientales en relación con el uso del título Theotokos de la Virgen María, Nestorio le respondió con el envío de 12 anatemas de Cirilo de Alejandría y algunos sermones de su autoría en su defensa. Juan decidió entonces permanecer en contra de Cirilo.
En noviembre de 430 muchos obispos del oriente fueron convocado para participar en el Concilio de Éfeso, que se inició en junio de 431. Cuando el concilio iba a comenzar, Juan no había llegado. Seis día después del comienzo de las sesiones eclesiásticas, Juan dio inicio a un contraconcilio en el que se declaró injusta la deposición de Nestorio, se negó a reconocer al obispo constantinopolitano Maximiano y se separó de la Iglesia de Alejandría y de Roma. Posteriormente realizó un sínodo en Antioquía donde anatemizó a Cirilo y a sus partidarios.
El emperador Teodosio II envió a Antioquia y Alejandría un tribuno, Aristolas, para forjar las paces entre estos patriarcados. En 433 Juan envió a Alejandría uno de sus obispos, Paulo de Emesa, para negociar en su nombre. En abril del mismo año, Juan firmó una fórmula preparada por Cirilo en la cual condenaba a Nestorio, de modo que Cirilo escribió al papa Sisto III (432-440) afirmando que las paces habían sido selladas. Como consecuencia, muchos obispos siríacos cortaron relaciones con Juan afirmando que él mismo había sido alejado de la fe, además de eso el diácono católico Máximo consideraba a Juan muy connivente con tales herejes. Cirilo, por medio de cartas, consigue retomar la situación de modo a apaciguar los ánimos de los obispos.
Cuando el cisma definitivo de los nestorianos estalla en Edesa, hubo una renuncia a la obediencia a Antioquía. Juan, por medio de su poder civil, intentó deliberadamente acabar con el cisma, sin embargo, no logró éxitos. Una consecuencia de su interferencia fue el inicio de la persecución a los cristianos nestorianos, que no encontraron otra salida que la fuga a través de la frontera con Persia. Juan muere en 441.